# 슈퍼 스트리트 파이터 II 터보 HD 리믹스
《슈퍼 스트리트 파이터 II 터보 HD 리믹스》(Super Street Fighter II Turbo HD Remix)는 플레이스테이션 스토어와 엑스박스 라이브 아케이드 다운로드 서비스를 사용하는 2D 대전 격투 게임이다. 하이퍼 버전 발매 5년 후에 발매되었으며 그림체가 많이 변경되었다. 기본적으로는 슈퍼 스트리트 파이터 2와 슈퍼 스트리트 파이터 2 터보를 바탕으로 하여 그림체와 음향 구성을 달리해 이전작과는 차이가 확연하다. 미국에서 제작되었으며 코믹스 담당 회사였던 우동 엔터테인먼트가 제작 과정에서 참여한 바가 있는데 후에 우동 코믹스의 설정이 후속 시리즈 등을 통해 시리즈에 반영되었으며 그에 맞춰 캐릭터 성격이 변경되기도 하였다.

## 게임플레이
경기가 종료되면 'Ready for the Next Sucka'라는 배경음악이 나오면서 함께 승리자가 하는 말과 패배자가 다친 장면이 나온다. 상대 캐릭터가 얼굴 등을 다친 장면이 나오면 다음 단계로 넘어가고 (단, 12월 단계에 이기면 베가가 얼굴 등을 다친 장면이 나오지 않고 바로 엔딩으로 간다.) 플레이어의 캐릭터가 얼굴 등을 다친 장면이 나오면 얼굴 등을 다쳐 아파하는 캐릭터가 그대로인 채로 'Just One More'라는 배경음악이 나오면서 이어할 수 있는 시간 9초를 영어음성으로 준다. 9초 이내에 이어하면 얼굴 등을 다쳐 아파하는 캐릭터가 용기를 내고 이어하지 않는 사이에 9초가 경과하여 -1이 되면 'See Ya!'라는 배경음악이 나오면서 얼굴 등을 다쳐 아파하는 캐릭터의 비명소리와 함께 얼굴 등을 다쳐 아파하는 캐릭터가 어두워지고 게임 오버가 된다.
새로운 도전자가 도전할 때 'New Blood'라는 배경음악이 나오고 새로운 도전자에게 캐릭터를 선택할 시간 15초를 준다. 캐릭터 선택할 때 'The Select Few Character Select'라는 배경음악이 나오면서 캐릭터를 선택할 시간 15초를 준다. 경기 시작 전 'Fisticuffs VS'라는 배경음악이 나오면서 VS 스크린이 나온다.

## 평가
| 평가 |                            |
| --- | -------------------------- |
| 통합 점수 통합사 점수 메타크리틱 87/100 (PS3) 88/100 (X360) [ 1 ] 평론 점수 평론사 점수 1UP.com A+ [ 2 ] 유로게이머 8/10 [ 3 ] 게임 레볼루션 B+ [ 4 ] 게임프로 4.5/5 [ 5 ] 게임스팟 8.5/10 [ 6 ] 게임스레이더+ 10/10 [ 7 ] 자이언트 밤 5/5 [ 8 ] IGN 8.7/10 [ 9 ] OXM (US) 9.0/10 [ 10 ] 팀엑스박스 9/10 [ 11 ] VideoGamer.com 9/10 [ 12 ] |                            |
| 통합 점수 |                            |
| 통합사 | 점수                       |
| 메타크리틱 | 87/100 (PS3) 88/100 (X360) |
| 평론 점수 |                            |
| 평론사 | 점수                       |
| 1UP.com | A+                         |
| 유로게이머 | 8/10                       |
| 게임 레볼루션 | B+                         |
| 게임프로 | 4.5/5                      |
| 게임스팟 | 8.5/10                     |
| 게임스레이더+ | 10/10                      |
| 자이언트 밤 | 5/5                        |
| IGN | 8.7/10                     |
| OXM (US) | 9.0/10                     |
| 팀엑스박스 | 9/10                       |
| VideoGamer.com | 9/10                       |